# 大岡忠品
大岡 忠品（おおおか ただしな、寛文7年（1667年） - 宝永7年5月28日（1710年6月24日））は、江戸時代中期の旗本。旗本・大岡美濃守忠高の嫡男。大岡忠相の兄。子に大岡忠陣。大岡忠吉家4代当主。
元禄6年（1693年）、5代将軍・徳川綱吉の怒りを買い、伊豆・八丈島へ島流しにされた。3年後の元禄9年（1696年）に罪を許されて復帰した。しかし従兄の大岡忠英が上役を殺害する事件を起こし、一族は連座して謹慎処分とされた。元禄14年（1701年）、父である忠高が亡くなると、その跡を継いだ。宝永7年（1710年）に死去。享年44。